# Jaromír Látal
Jaromír Látal (* 12. října 1963 Šternberk) je někdejší český reprezentační hokejista, který hrával na postu obránce. Po aktivní sportovní kariéře se stal trenérem a sportovním manažerem.

## Život
V mládí hrával za pražskou Spartu. Z ní na sezóny 1986/1987 a 1987/1988 odešel na Slovensko, do trenčínské Dukly. Poté se na dva ročníky vrátil zpět do Sparty. Následně (počínaje sezónu 1990/1991) odešel do zahraničí, a sice do Norska, kde nastupoval v barvách klubu Vålerenga. Vydržel zde tři ročníky, po nichž se vrátil zpět do vlasti, do celku HC Olomouc. Strávil zde opět tři sezóny. Následně pro ročník 1996/1997 opětovně změnil působiště, když přestoupil do pražské Slavie, ve které po jedné sezóně svoji sportovní kariéru ukončil.
Další léta strávil ve funkcionářských pozicích jak ve Slavii, tak posléze ve Spartě, v Českých Budějovicích, v Berouně, v Karlových Varech, ve Vrchlabí či v Mladé Boleslavi. Při působení v mladoboleslavském klubu se setkal i se svým synem Martinem, který v době příchodu Látala staršího do klubu patřil do kádru mužstva. Dále od podzimu 2016 do konce sezóny 2021/2022 trénoval HC Merkur Říčany odkud spolu se svým synem Janem Látalem před létem 2022 odešel do týmu HC Hvězda Praha a zde trénuje mládež.